# Gadus
Gadus es un género de peces de la familia Gadidae. De las tres especies, Gadus morhua, está considerada una especie vulnerable según la Unión Internacional para la Conservación de la Naturaleza. Fue descrito por Carlos Linneo en 1758.

## Especies
- Gadus morhua Linnaeus, 1758
- Gadus macrocephalus Tilesius, 1810
- Gadus chalcogrammus Pallas, 1811